# Kathrin Schweinberger
Kathrin Schweinberger   (Jenbach, 29 d'octubre de 1996) és una ciclista austríaca de carretera, professional des del 2018 i que actualment corre per a l'equip Human Powered Health en categoria UCI Women’s WorldTeam.
Ha guanyat el nacional de ruta austríac absolut en tres ocasions.
La seva germana bessona Christina Schweinberger també és ciclista professional.

## Palmarès en ruta
- 2013
  -  Campiona d'Àustria en contrarellotge júnior
- 2014
  -  Campiona d'Àustria en ruta júnior
  -  Campiona d'Àustria en contrarellotge júnior
  - 1a al Gran Premi Cham-Hagendorn júnior
- 2018
  - Vencedora d'una etapa a la Volta a Uppsala
- 2020
  -  Campiona d'Àustria en ruta
- 2024
  - 1a a la Dwars door de Westhoek
- 2025
  -  Campiona d'Àustria en ruta

### Resultats a les Grans Voltes

#### Giro d'Itàlia
- 2024. 92a posició

#### Tour de França
- 2022. 99a posició
- 2023. 100a posició
- 2024. 96a posició